# Secrets (Album)
Secrets ist das achte Studioalbum der britischen Synthiepop-Band The Human League. Das Album erschien 2001 bei dem kurzlebigen Musiklabel Papillon Records, einem Sublabel von Chrysalis Records, nachdem dieses an die EMI verkauft wurde.

## Entstehungsgeschichte
Das Album entstand unter Beteiligung des Produzententeams TOY (Q. Engstrom, Kerry Hopwood & Dave Clayton) und des Produzenten und Mixers Dave Bascombe, der die ausgekoppelte Comebacksingle All I Ever Wanted mischte. Bascombe hatte unter anderem für Depeche Mode und Tears for Fears produziert. Engstrom, Hopwood und Clayton hatten ebenfalls Verbindungen mit Depeche Mode; Engstrom, ein Tontechniker in den Matrix Studios in London, der Keyboarder Clayton und der Arrangeur Hopwood hatten sich bei der Produktion des Albums Ultra von Depeche Mode 1997 kennengelernt und produzierten seit 1998 als TOY zusammen, unter anderem Love and Violence für Wolfgang Flatz. Das Album wurde im Heimstudio der Band in Sheffield und im The Temple of Stress, einem Musikstudio mit angeschlossenem Label in London aufgenommen. An vielen Kompositionen war Neil Sutton beteiligt, der seit dem Album Romantic? für The Human League Songs schrieb. Sieben der 16 Titel sind Instrumentalstücke. All I Ever Wanted und Love me Madly? wurden als Singles ausgekoppelt. Der von Barry Gilbey produziert Titel Tranquility wurde nur für die Single All I Ever Wanted verwendet. Love me Madly? erschien nach der Insolvenz von Papillon Records 2003 bei Nukove Records.

## Rezeption
Tim DiGravina von der Musikdatenbank AllMusic nennt das Album gleichzeitig einen dringenden und anregenden Zugriff auf die Vergangenheit und einen Blick in die Zukunft. Eine Handvoll der Songs seien auf einer Höhe mit dem besten Material der Band.
Oliver Ding von Plattentests.de charakterisiert das Album als erneuten Comebackversuch und attestiert dem „neoromatischem Geplätscher“ unter dem Titel Diätberatung revisited „ähnlich viel Nährwert wie [einem] Telefonbuch einer durchschnittlichen deutschen Kleinstadt“.

## Titelliste
| #   | Titel                 | Autor(en)          | Länge |
| --- | --------------------- | ------------------ | ----- |
| 1.  | All I Ever Wanted     | Oakey, Sutton      | 3:31  |
| 2.  | Nervous               | Oakey, Sutton, Toy | 2:04  |
| 3.  | Love Me Madly?        | Oakey, Sutton      | 4:08  |
| 4.  | Shameless             | Oakey, Sutton      | 3:55  |
| 5.  | 122.3 BPM             | Oakey, Sutton, Toy | 1:39  |
| 6.  | Never Give Your Heart | Oakey, Sutton      | 3:48  |
| 7.  | Ran                   | Oakey, Sutton      | 0:49  |
| 8.  | The Snake             | Oakey, Sutton      | 4:25  |
| 9.  | Ringinglow            | Oakey, Sutton, Toy | 3:23  |
| 10. | Liar                  | Oakey, Sutton      | 3:21  |
| 11. | Lament                | Sutton             | 1:12  |
| 12. | Reflections           | Fellowes, Oakey    | 6:37  |
| 13. | Brute                 | Oakey              | 2:26  |
| 14. | Sin City              | Oakey              | 4:23  |
| 15. | Release               | Sutton             | 1:58  |
| 16. | You’ll Be Sorry       | Oakey, Sutton      | 4:01  |